# Podróż apostolska Franciszka na Kubę i do Meksyku
Podróż apostolska papieża Franciszka na Kubę i do Meksyku odbyła się w dniach 12 - 17 lutego 2016. Wizyta w Meksyku przebiegała pod hasłem „Misjonarz miłosierdzia i pokoju” (Misionerio de Misericordia y Paz).
Wizyta na Kubie była związana z pierwszym w historii spotkaniem zwierzchnika Kościoła katolickiego ze zwierzchnikiem Rosyjskiego Kościoła Prawosławnego, patriarchą moskiewskim i całej Rusi Cyrylem I.
Była to 12. wizyta papieża od czasu swojego pontyfikatu. Franciszek był trzecim papieżem odwiedzającym Meksyk. Wcześniej jako pierwszy był Jan Paweł II, który pięciokrotnie odwiedzał to państwo (1979, 1990, 1993, 1999 i 2002) oraz jeden raz odwiedził w 2012 Benedykt XVI. Jest też pierwszym w historii papieżem, który po krótkim czasie, 5 miesięcy, odwiedził ponownie kraj (przypadku Kuby).

## Program pielgrzymki[3]

### Kuba/Meksyk
- 12 lutego[3]

O 841 wylot samolotu z papieżem z lotniska Rzym/Fiumicino International Airport na Kubę, zaś o 1354 przylot na lotnisko „José Martí” w La Habana. O 1415 prywatne i pierwsze w historii spotkanie głowy Kościoła katolickiego ze zwierzchnikiem Rosyjskiego Kościoła Prawosławnego. Po dwugodzinnym spotkaniu, w obcności prezydenta Kuby Raúla Castro, odbyła się uroczystość podpisania przez dwóch zwierzchników obu Kościołów wspólnej deklaracji katolicko-prawosławna dotycząca takich kwestii jak prześladowanie chrześcijan na Bliskim Wschodzie, rodzina, sekularyzacja, miejsce chrześcijan w zsekularyzowanym społeczeństwie, sprawy młodzieży oraz ochrony życia. O 1710 nastąpiło pożegnanie papieża Franciszka z patriarchą Cyrylem I i o 1730 samolot z papieżem odleciał z lotniska w Hawanie do miasta Meksyk w Meksyku. O 1930 nastąpił przylot na międzynarodowe lotnisko „Benito Juárez” w Meksyku.   

### Meksyk
- 13 lutego[3]

O 930 w Pałacu Narodowym odbyła się ceremonia powitania biskupa Rzymu a po niej kurtuazyjna wizyta u prezydenta Meksyku, zaś o 1015 odbyło się spotkanie papieża z władzami, społeczeństwem cywilnym i korpusem dyplomatycznym. O 1130 spotkanie papieża z meksykańskimi biskupami. O 1700 w bazylice Matki Boskiej z Guadalupe papież odprawił uroczystą eucharystię. 
- 14 lutego[3]

O 1015 papież helikopterem odleciał do Ecatepec, gdzie tam o 1130 papież na terenie Centrum Studiów przewodniczyć w eucharustii. Po eucharystii seminarium duchownym w Ecatepec papież spożył lunch a po nim 1645 papież z powrotem odleciał do stolicy Meksyku. Po przylocie do stolicy, o 1745 papież odbył wizytę w Szpitalu Pediatrycznym “Federico Gómez”. 
- 15 lutego[3]

O 915 helikopter z papieżem odleciał ze stolicy do San Cristóbal de Las Casas, gdzie tam o 1015 w Miejskim Ośrodku Sportu papież z przewodniczył eucharystii z rdzennymi społecznościami Chiapas, zaś po eucharystii o 1300 papież spożył z nimi obiad. O 1500 papież odbył wizytę w katedrze San Cristóbal de las Casas, zaś o 1535 papież odleciał do Tuxtla Gutiérrez, gdzie tam odbyło się spotkanie z rodzinami na stadionie „Víctor Manuel Reyna” w Tuxtla Gutiérrez. Po spotkaniu papież o 1830 odleciał do stolicy Meksyku.     
- 16 lutego[3]

O 750 helikopter z papieżem odleciał do Morelii. O 1000 na stadionie „Venustiano Carranza” papież z udziałem księży, zakonników i zakonnic, osób konsekrowanych i seminarzystów odprawił uroczystą eucharystię. O 1520 papież złożył wizytę w katedrze w Morelii, zaś o 1630 na stadionie “José María Morelos y Pavón” papież spotkał się z młodzieżą. Po spotkaniu z młodzieżą papież odleciał do Meksyku. 
- 17 lutego[3]

O 835 helikopter z papieżem odleciał do Ciudad Juárez, gdzie o 1000 nastąpił przylot na międzynarodowe lotnisko “Abraham González” w Ciudad Juárez. O 1030 papież odbył wizytę w Zakładzie Karnym (CeReSo n.3) zaś po wizycie o 1200 papież spotkał się ze światem pracy w Colegio de Bachilleres stanu Chihuahua. O 1600 w Ciudad Juárez Fairground papież przewodniczył uroczystej mszy świętej. Po tym punkcie wizyty o 1900 na międzynarodowym lotnisku Ciudad Juárez odbyła się ceremonia pożegnania zaś o 1915 nastąpił odlot do Rzymu.  
- 18 lutego[3]

O 1445 przylot na międzynarodowe lotnisko Rzym/Fiumicino.